# توت سفید
توت سفید (نام علمی: Morus alba)، نام یک گونه از سرده توت است. 

توت سفيد

## نگارخانه

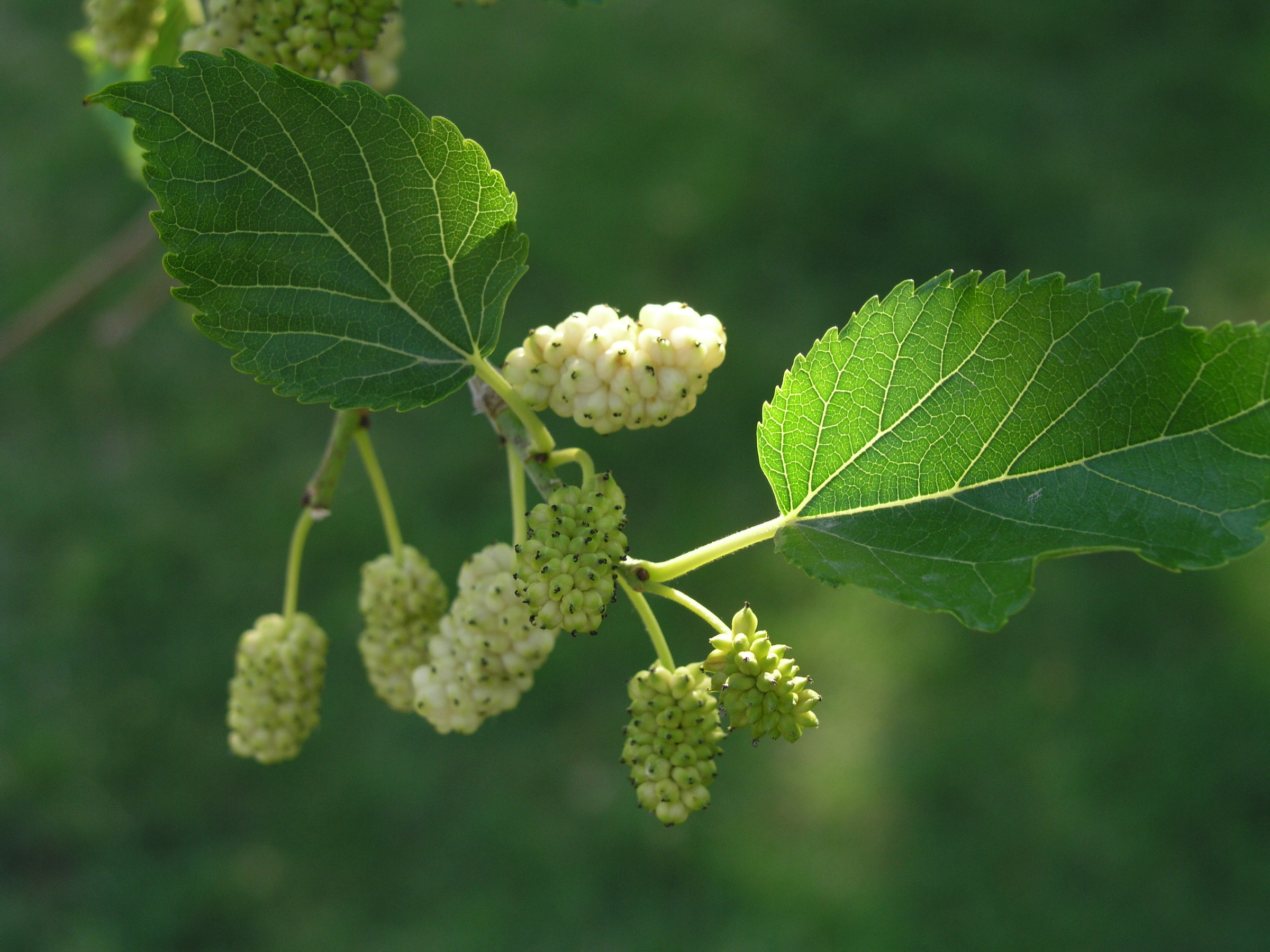
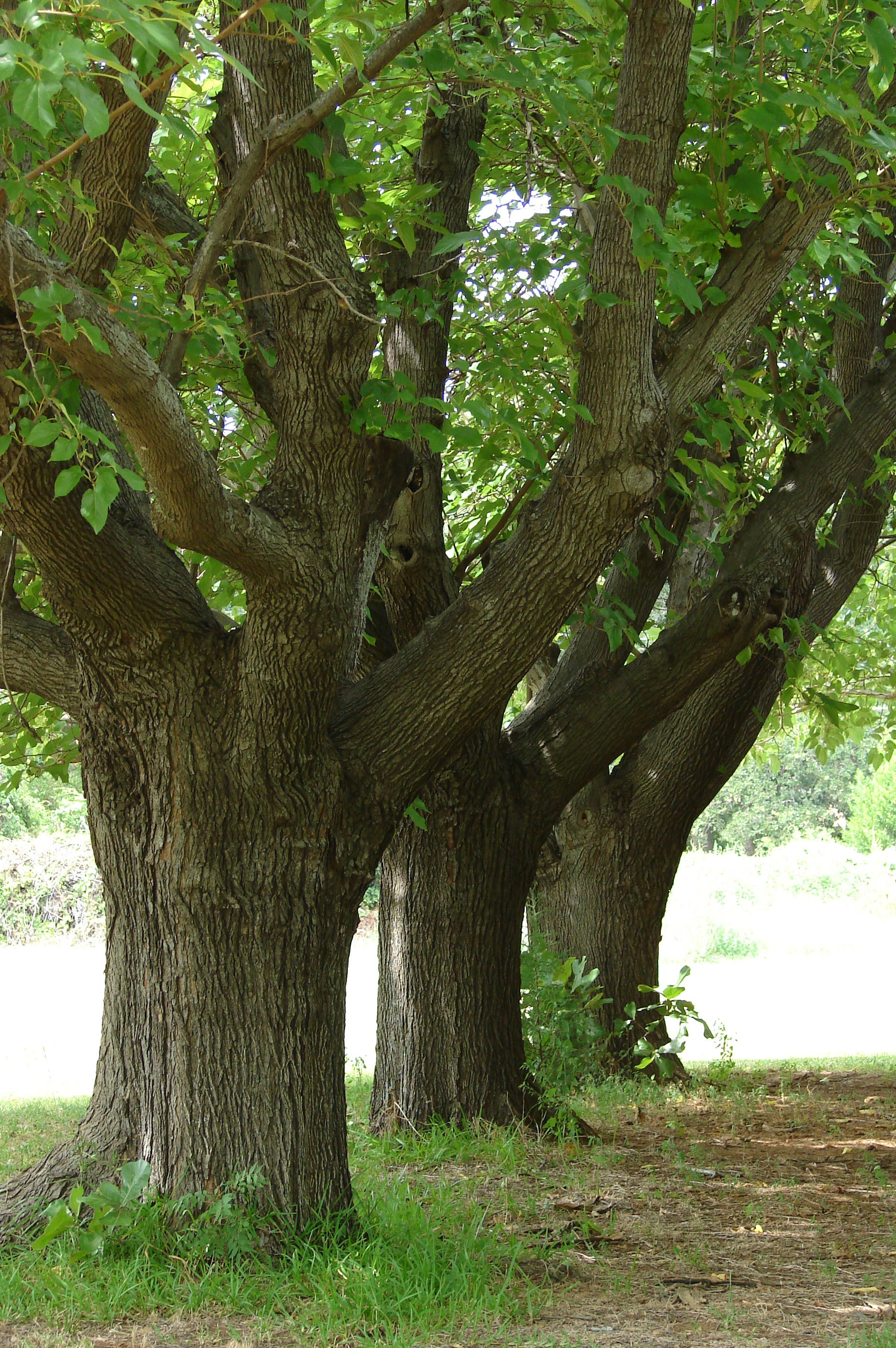
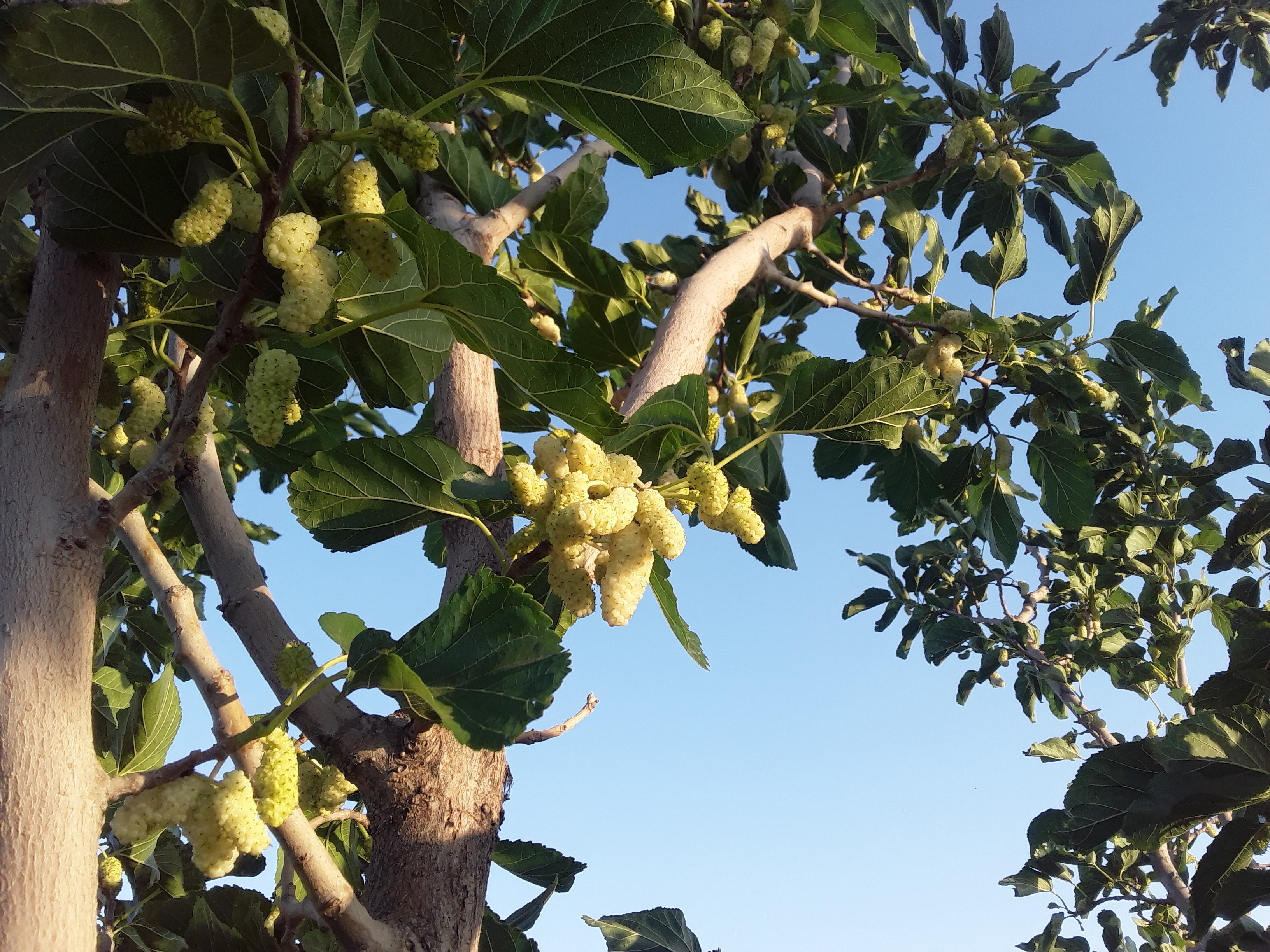